# Lista de consortes reais de Portugal
A monarquia portuguesa foi uma das raras da Europa que permitiu sempre que mulheres pudessem assumir o trono e reinar de facto como monarcas (à semelhança das restantes monarquias ibéricas e britânicas). Contudo e apesar de em várias épocas terem estado mulheres na iminência de assumir o trono, as vicissitudes da história fizeram com que isso só viesse a acontecer pela primeira vez já no século XVIII. Na sua história, Portugal acabou por ter apenas duas Rainhas reinantes: Maria I e Maria II. Todas as restantes foram rainhas consortes, ou seja, usufruíram do título de rainha de Portugal enquanto esposas (consortes) de Reis e não porque desempenhassem qualquer poder ou função (à semelhança, por exemplo, das rainhas Letícia da Espanha e Camila do Reino Unido). Podiam, no entanto, influenciar as decisões dos maridos, e a história de Portugal regista vários casos.

Além disso, várias Rainhas desempenharam as funções de Regente de Portugal, e, portanto, do império ultramarino português, sobretudo durante a menoridade dos seus filhos e herdeiros do trono.

## Dinastia de Borgonha
| Nome                                                                       | Retrato | Nascimento                                                                      | Cônjuge                                                                   | Morte                              |
| -------------------------------------------------------------------------- | ------- | ------------------------------------------------------------------------------- | ------------------------------------------------------------------------- | ---------------------------------- |
| Mafalda de Saboia janeiro/junho de 1146 – 4 de novembro de 1157            |         | c. 1125 filha de Amadeu III, Conde de Saboia e Mafalda de Albon                 | Afonso Henriques janeiro/junho de 1146 7 filhos                           | 4 de novembro de 1157 32 anos      |
| Dulce de Aragão 6 de dezembro de 1185 – 1 de setembro de 1198              |         | c. 1160 filha de Raimundo Berengário IV de Barcelona e Petronila de Aragão      | Sancho I 1174 11 filhos                                                   | 1 de setembro de 1198 38 anos      |
| Urraca de Castela 26 de março de 1211 – 2 de novembro de 1220              |         | 1186/28 de maio de 1187 filha de Afonso VIII de Castela e Leonor da Inglaterra  | Afonso II 1206 5 filhos                                                   | 2 de novembro de 1220 34 anos      |
| Mécia Lopes de Haro 1239 – 1246                                            |         | c. 1215 filha de Lope Díaz II de Haro e Urraca Afonso de Leão                   | Sancho II 1246 sem filhos                                                 | c. 1271 56 anos                    |
| Matilde de Bolonha 4 de janeiro de 1248 – 1253                             |         | 1202 filha de Reinaldo de Dammartin e Ida de Bolonha                            | Afonso III 1235 sem filhos                                                | 14 de janeiro de 1258 56 anos      |
| Beatriz de Castela 1253 – 20 de novembro de 1737                           |         | 1242 filha de Afonso X de Leão e Castela e Mor Ghilhén de Gusmão                | Afonso III 1253 7 filhos                                                  | 27 de outubro de 1303 61 anos      |
| Isabel de Aragão 2 de fevereiro/24 de junho de 1282 – 7 de janeiro de 1325 |         | 4 de janeiro de 1271 filha de Pedro III de Aragão e Constança da Sicília        | D. Dinis 2 de fevereiro/24 de junho de 1282 2 filhos                      | 4 de julho de 1336 65 anos         |
| Beatriz de Castela 7 de janeiro de 1325 – 28 de maio de 1357               |         | 8 de março de 1293 filha de Sancho IV de Leão e Castela e Maria de Molina       | Afonso IV 12 de setembro de 1309 7 filhos                                 | 25 de outubro de 1359 66 anos      |
| Inês de Castro -                                                           |         | 1320 ou 1325 filha de Pedro Fernandes de Castro e Aldonça Lourenço de Valadares | Pedro I 1346 (secretamente) - 1 de janeiro de 1354 (abertamente) 4 filhos | 7 de janeiro de 1355 30 ou 35 anos |
| Leonor Teles março de 1372 – 22 de outubro de 1383                         |         | c. 1350 filha de Martim Afonso Telo de Meneses e Aldonça Anes de Vasconcelos    | Fernando I março de 1372 3 filhos                                         | 27 de abril de 1386 36 anos        |

## Dinastia de Avis
| Nome                                                                   | Retrato | Nascimento                                                                  | Cônjuge                                   | Morte                           |
| ---------------------------------------------------------------------- | ------- | --------------------------------------------------------------------------- | ----------------------------------------- | ------------------------------- |
| Filipa de Lencastre 11 de fevereiro de 1387 – 19 de julho de 1415      |         | 31 de março de 1360 filha de João de Gante e Branca de Lencastre            | João I 11 de fevereiro de 1387 8 filhos   | 19 de julho de 1415 55 anos     |
| Leonor de Aragão 14 de agosto de 1433 – 9 de setembro de 1438          |         | 2 de maio de 1402 filha de Fernando I de Aragão e Leonor de Albuquerque     | Duarte I 22 de setembro de 1428 9 filhos  | 19 de fevereiro de 1445 42 anos |
| Isabel de Coimbra 6 de maio de 1447 – 2 de dezembro de 1455            |         | 1 de março de 1432 filha de Pedro, Duque de Coimbra e Isabel de Urgel       | Afonso V 6 de maio de 1447 3 filhos       | 2 de dezembro de 1455 23 anos   |
| Joana de Castela 30 de maio de 1475 – 28 de agosto de 1481             |         | 28 de fevereiro de 1462 filha de Henrique IV de Castela e Joana de Portugal | Afonso V 30 de maio de 1475 sem filhos    | 12 de abril de 1530 68 anos     |
| Leonor de Viseu 29 de agosto de 1481 – 25 de outubro de 1495           |         | 2 de maio de 1458 filha de Fernando, Duque de Viseu e Beatriz de Portugal   | João II 22 de janeiro de 1471 1 filho     | 17 de novembro de 1525 67 anos  |
| Isabel de Aragão e Castela 6 de outubro de 1497 – 28 de agosto de 1498 |         | 2 de outubro de 1470 filha de Fernando II de Aragão e Isabel I de Castela   | Manuel I 6 de outubro de 1497 1 filho     | 28 de agosto de 1498 27 anos    |
| Maria de Aragão e Castela 30 de agosto de 1500 – 7 de março de 1517    |         | 29 de junho de 1482 filha de Fernando II de Aragão e Isabel I de Castela    | Manuel I 30 de agosto de 1500 10 filhos   | 7 de março de 1517 34 anos      |
| Leonor da Áustria 16 de julho de 1518 – 13 de dezembro de 1521         |         | 15 de novembro de 1498 filha de Filipe I de Castela e Joana de Castela      | Manuel I 16 de julho de 1518 2 filhos     | 25 de fevereiro de 1558 59 anos |
| Catarina da Áustria 10 de fevereiro de 1526 – 11 de junho de 1557      |         | 14 de janeiro de 1507 filha de Filipe I de Castela e Joana de Castela       | João III 10 de fevereiro de 1526 9 filhos | 12 de fevereiro de 1578 71 anos |

## Casa de Habsburgo
| Nome                                                            | Retrato | Nascimento                                                                              | Cônjuge                                    | Morte                        |
| --------------------------------------------------------------- | ------- | --------------------------------------------------------------------------------------- | ------------------------------------------ | ---------------------------- |
| Margarida da Áustria 18 de abril de 1599 – 3 de outubro de 1611 |         | 25 de dezembro de 1584 filha de Carlos II, Arquiduque da Áustria e Maria Ana da Baviera | Filipe II 18 de abril de 1599 4 filhos     | 3 de outubro de 1611 26 anos |
| Isabel da França 31 de março de 1621 – 1 de dezembro de 1640    |         | 22 de novembro de 1602 filha de Henrique IV da França e Maria de Médici                 | Filipe III 25 de novembro de 1615 2 filhos | 6 de outubro de 1644 41 anos |

## Casa de Bragança
| Nome                                                                           | Retrato | Nascimento | Cônjuge                                                                         | Morte                           |
| ------------------------------------------------------------------------------ | ------- | --- | ------------------------------------------------------------------------------- | ------------------------------- |
| Luísa de Gusmão 1 de dezembro de 1640 – 6 de novembro de 1656                  |         | 13 de outubro de 1613 filha de João Manuel Peres de Gusmão, 8.º Duque de Medina Sidónia e Joana de Sandoval e Lacerda          | João IV 12 de janeiro de 1633 7 filhos                                          | 27 de fevereiro de 1666 52 anos |
| Maria Francisca de Saboia -                                                    |         | 21 de junho de 1646 filha de Carlos Amadeu, Duque de Némours e Isabel de Bourbon                                               | Afonso VI 2 de agosto de 1666 sem filhos - Pedro II 28 de março de 1668 1 filha | 27 de dezembro de 1683 37 anos  |
| Maria Sofia de Neuburgo 11 de agosto de 1687 – 4 de agosto de 1699             |         | 6 de agosto de 1666 filha de Filipe Guilherme, Eleitor Palatino e Isabel Amália de Hesse-Darmstadt                             | Pedro II 11 de agosto de 1687 7 filhos                                          | 4 de agosto de 1699 32 anos     |
| Maria Ana da Áustria 27 de outubro de 1708 – 31 de julho de 1750               |         | 7 de setembro de 1683 filha de Leopoldo I do Sacro Império Romano-Germânico e Leonor Madalena de Neuburgo                      | João V 27 de outubro de 1708 6 filhos                                           | 14 de agosto de 1754 70 anos    |
| Mariana Vitória da Espanha 31 de julho de 1750 – 24 de fevereiro de 1777       |         | 31 de março de 1718 filha de Filipe V da Espanha e Isabel Farnésio                                                             | José I 19 de janeiro de 1729 4 filhas                                           | 15 de janeiro de 1781 62 anos   |
| Pedro de Bragança -                                                            |         | 5 de julho de 1717 filho de João V de Portugal e Maria Ana da Áustria                                                          | Maria I 6 de junho de 1760 7 filhos                                             | 25 de maio de 1786 68 anos      |
| Carlota Joaquina da Espanha 20 de março de 1816 – 10 de março de 1826          |         | 25 de abril de 1775 filha de Carlos IV da Espanha e Maria Luísa de Parma                                                       | João VI 8 de maio de 1785 9 filhos                                              | 7 de janeiro de 1830 54 anos    |
| Maria Leopoldina da Áustria 26 de abril de 1826 – 2 de maio de 1826            |         | 22 de janeiro de 1797 filha de Francisco I da Áustria e Maria Teresa das Duas Sicílias                                         | Pedro IV 6 de novembro de 1817 7 filhos                                         | 11 de dezembro de 1826 29 anos  |
| Adelaide de Löwenstein-Wertheim-Rosenberg -                                    |         | 3 de abril de 1831 filha de Constantino, Príncipe Hereditário de Löwenstein-Wertheim-Rosenberg e Inês de Hohenlohe-Langenburgo | Miguel I 24 de setembro de 1851 7 filhos                                        | 16 de dezembro de 1909 78 anos  |
| Augusto de Beauharnais 26 de janeiro – 28 de março de 1835                     |         | 9 de dezembro de 1810 filho de Eugênio de Beauharnais, Duque de Leuchtenberg e Augusta da Baviera                              | Maria II 26 de janeiro de 1835 sem filhos                                       | 28 de março de 1835 24 anos     |
| Fernando de Saxe-Coburgo-Gota 9 de abril de 1836 – 16 de setembro de 1837      |         | 29 de outubro de 1816 filho de Fernando de Saxe-Coburgo-Gota e Maria Antônia de Koháry                                         | Maria II 26 de janeiro de 1835 11 filhos                                        | 15 de dezembro de 1885 69 anos  |
| Estefânia de Hohenzollern-Sigmaringen 18 de maio de 1858 – 17 de julho de 1859 |         | 15 de julho de 1837 filha de Carlos Antônio, Príncipe de Hohenzollern-Sigmaringen e Josefina de Baden                          | Pedro V 18 de maio de 1858 sem filhos                                           | 17 de julho de 1859 22 anos     |
| Maria Pia de Saboia 6 de outubro de 1862 – 19 de outubro de 1889               |         | 16 de outubro de 1847 filha de Vítor Emanuel II da Itália e Adelaide da Áustria                                                | Luís I 6 de outubro de 1862 2 filhos                                            | 5 de julho de 1911 63 anos      |
| Amélia de Orleães 19 de outubro de 1889 – 1 de fevereiro de 1908               |         | 28 de setembro de 1865 filha de Luís Filipe, Conde de Paris e Maria Isabel de Orleães                                          | Carlos I 22 de maio de 1886 3 filhos                                            | 25 de outubro de 1951 86 anos   |
| Augusta Vitória de Hohenzollern-Sigmaringen -                                  |         | 19 de agosto de 1890 filha de Guilherme, Príncipe de Hohenzollern e Maria Teresa de Bourbon-Duas Sicílias                      | Manuel II 4 de setembro de 1913 sem filhos                                      | 29 de agosto de 1966 76 anos    |

- Esta lista é sucedida pela Lista de Primeiras-Damas de Portugal